# 黑皮书 (纳粹)
1. 奥古斯特·扎勒斯基
2. 盧茨揚·澤利戈夫斯基
3. 弗雷德里克·埃弗拉德·佐伊纳
4. 阿尔弗雷德·埃克哈德·齐默恩
5. 卡尔·楚克迈尔
6. 萊奧妮·祖尼茨
7. 斯蒂芬·茨威格

大不列颠特别搜查名单（Sonderfahndungsliste GB ）是纳粹党卫队于1940年编成的一份秘密名单，是入侵英国准备工作的一部分，列出了2,820位预计逮捕的英国人和流亡英国者。战后，这份名单被称为黑皮书（The Black Book）。
该名单由萊因哈德·海德里希领导下的党卫队国家安全部准备。后来，党卫军上尉瓦爾特·施倫堡在他的回忆录中声称是他从1940年6月末开始编写了这份名单。
1940年9月17日，党卫军的弗朗兹·希克斯博士被指派负责黑皮书行动，但同一天，希特勒无限期地推迟了入侵。1945年9月战争结束时，这份名单在柏林被发现。

## 内容
黑皮书是《大不列颠情报手册》（Informationsheft Grossbritannien）的附录。原版封面印有“Geheim!”（秘密）字样，共104页，按字母顺序列出2,820个姓名，其中一些姓名是重复的。
每个名字旁边是该人将被移交给的党卫队国家安全部部门代号。丘吉尔为Amt VI（黨衛隊保安處），但绝大多数人为Amt IV（盖世太保）。列表存在一些重大错误，它包含一些已经去世的人（林顿·斯特雷奇，1932年去世）和不再居住在英国的人（保罗·罗伯逊，1939年搬至美国）。

## 战后发现
该名单大约印刷了两万份，但存放它们的仓库在一次轰炸袭击中被摧毁，只有两份幸存下来。一个藏于伦敦的帝国战争博物馆 ，一个在胡佛研究所圖書檔案館中。
1945年9月14日，卫报报道说，这本小册子在柏林党卫队国家安全部被人发现。当被告知他们在盖世太保的名单上时，阿斯特夫人说：“这是对所谓‘克莱夫登集会’亲法西斯的可怕谎言的最好回答” 。漫画家大卫·洛则调侃道：“没关系。我的名单上也有他们。” 
 